# 拉明 (冈比亚)
拉明是西非國家岡比亞的城鎮，由北岸區負責管轄，位於該國西部岡比亞河北岸，毗鄰首都班珠爾，距離阿爾布雷達6公里，2011年人口估計約976。
13°25′N 16°25′W / 13.417°N 16.417°W